# رامز جاب من الآخر
رامز جاب من الآخر ، هو برنامج كاميرا خفية تلفزيوني من تقديم الممثل المصري رامز جلال، عرض خلال شهر رمضان 2024 على قنوات إم بي سي، وقد صوّر البرنامج في استوديو في إحدى ملاهي دبي بالإمارات العربية المتحدة، وهو نفس الاستوديو الذي تم تصوير فيه برنامج رامز مجنون رسمي الذي عُرِض عام 2020.
جاء البرنامج بعد أكثر من عقد من الزمن قدّم فيه رامز جلال العديد من برامج المقالب والكاميرا الخفية خلال شهر رمضان، كان أولها رامز قلب الأسد عام 2011 وحتى رامز نيفر إند عام 2023.
بث البرنامج خلال شهر رمضان 2024 على مجموعة قنوات إم بي سي، وعرض على منصة شاهد.

## خلفية

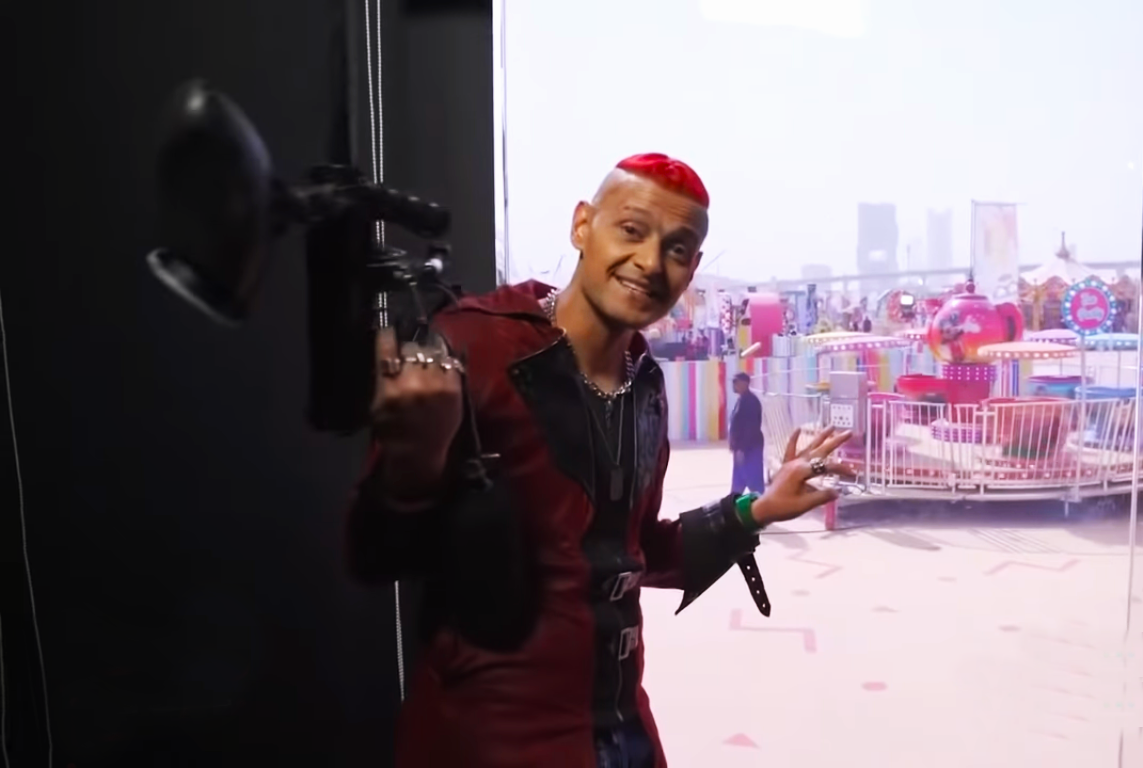
رامز يقدم إحدى مقالبه.

على مدار العقد الماضي، عزز الممثل المصري رامز جلال حضوره على شاشة التلفزيون من خلال تقديم إجمالي 13 برنامجًا للمقالب بُثّت حصريًا خلال شهر رمضان. بدأت رحلته عام 2011 بالعرض الافتتاحي رامز قلب الأسد الذي شكّل بداية أسلوبه المميز. بناءً على النجاح الذي حققه في أول ظهور له، انطلق رامز في رحلة إبداعية في عالم المقالب.
قدّم رامز في عام 2012 برنامج رامز ثعلب الصحراء، وهو مغامرة تدور أحداثها وسط المناظر الطبيعية الشاسعة والغامضة لصحراء مصر. وعلى الرغم من المغامرات المضحكة، واجه البرنامج نصيبه من التدقيق؛ مما مهد الطريق للتطور والابتكار، ولم يردعه النقد؛ إذ عاد رامز في العام التالي مع رامز عنخ آمون في عام 2013، مما مهد الطريق لمشهد آخر مثير للاهتمام، وشهدت السنوات اللاحقة مجموعة من البرامج، بدءًا من مواجهة الحيوانات المفترسة المخيفة في رامز قرش البحر (2014) إلى تحدي الجاذبية نفسها في رامز واكل الجو (2015).
استمر رامز في المقالب حتى أشعل الخيال مع برنامج رامز بيلعب بالنار (2016) وغاص في مناطق مجهولة مع رامز تحت الأرض (2017). جلب رامز كل عام مفهومًا جديدًا لمقالبه، عمل برنامج رامز تحت الصفر (2018)، ورامز في الشلال (2019) الذي تدفق إلى عوالم جديدة من الإثارة.
ومع مرور السنين، توسعت ذخيرة رامز؛ إذ قدّم رامز مجنون رسمي (2020)، ورامز عقله طار (2021). جاءت ذروة مسيرته مع برنامج رامز موفي ستار (2022)، إذ شارك فيه النجم العالمي الشهير جان كلود فان دام.
على الرغم من الإخفاقات والنجاحات، ظل التزام رامز بتقديم الترفيه في رمضان ثابتًا، وتأكد هذا التفاني من خلال النجاح الذي حققه برنامج رامز نيفر إند في رمضان 2023، ليؤكد مكانته كشخصية رائدة في عالم المقالب التلفزيونية. ترك رامز في رحلته علامة على مشهد البرامج التليفزيونية الرمضانية.

## فكرة البرنامج
يبدأ البرنامج عندما يصل ضيفان غير متوقعين إلى البرنامج التلفزيوني، ويتوقعان استقبالًا حارًا من رامز جلال، منذ لحظة دخولهم إلى الاستوديو وحتى بدء الحوار رسميًا، يشركهم رامز بمهارة في المزاح الودي والأسئلة المثيرة للتفكير، مما يمهد الطريق لما هو على وشك أن يتكشف، مع تقدم العرض، يقتاد رامز الضيوف بشكل غير متوقع إلى حفرة، ويتحول إحساسهم بالترقب إلى حيرة وهم ينحدرون للأسفل، ثم يرى كل ضيف الآخر، ينسق رامز في هذه المرحلة التبادلات الكوميدية والمفاوضات المرحة، كل ذلك مع ضخ لحظات من الرعب المطلق في هذا المزيج، ووسط الفوضى، يذهل الضيوف من وجود كلب خطير مندفع نحوهم، مما يدفعهم للركض على جهاز المشي في محاولة كوميدية للتهرب منه.
عندما يعتقدون الضيوف أن المقلب لا يمكن أن يتصاعد أكثر، يقدم رامز عنصر المفاجأة بظهور تمساح صغير، مما يثير صرخات الرعب والمحاولات المحمومة للهروب وأخيرًا يقع ضيوف البرنامج في بركة من الماء من خلال مزيج من التشويق والفكاهة والتقلبات غير المتوقعة؛ الأمر الذي يعرض موهبة رامز في الأذى الكوميدي.

## ضيوف البرنامج
| رقم الحلقة | ضيف الحلقة                        | البلد               | المهنة                 |
| ---------- | --------------------------------- | ------------------- | ---------------------- |
| 1          | أحمد السقا وباسم سمرة             | مصر                 | ممثلين                 |
| 2          | مي عمر ونجلاء بدر                 | مصر                 | ممثلين                 |
| 3          | محمد ثروت وأوس أوس                | مصر                 | ممثلين                 |
| 4          | محمد لطفي ومحمد شاهين             | مصر                 | ممثلين                 |
| 5          | علي البليهي وفراس البريكان        | السعودية            | لاعبين كرة قدم         |
| 6          | مرام علي وباميلا الكيك            | سوريا · لبنان       | ممثلين                 |
| 7          | حمو بيكا وكزبرة                   | مصر                 | مؤديين مهرجانات        |
| 8          | عبد الله السعيد ومحمود كهربا      | مصر                 | لاعبين كرة قدم         |
| 9          | حمادة هلال وأحمد فهمي             | مصر                 | مغنيين وممثلين         |
| 10         | جوهرة وبدره                       | روسيا · تشيلي       | راقصتين                |
| 11         | سمية الخشاب وأيتن عامر            | مصر                 | ممثلين                 |
| 12         | إمام عاشور وأحمد حسام ميدو        | مصر                 | لاعبين كرة قدم         |
| 13         | أحمد عيد ومحمد أنور               | مصر                 | ممثلين                 |
| 14         | إنتصار وميرهان حسين               | مصر                 | ممثلين                 |
| 15         | طارق لطفي ومحمد رياض              | مصر                 | ممثلين                 |
| 16         | أكرم توفيق وحسين الشحات           | مصر                 | لاعبين كرة قدم         |
| 17         | مها أحمد وفادي خفاجة              | مصر                 | ممثلين                 |
| 18         | حسن عسيري و اصايل                 | السعودية            | ممثلين                 |
| 19         | يسرا اللوزي ونسرين أمين           | مصر                 | ممثلين                 |
| 20         | هدى المفتي و أحمد مالك            | مصر                 | ممثلين                 |
| 21         | عبدالناصر زيدان و ابو المعاطي زكي | مصر                 | إعلاميون رياضيون       |
| 22         | آية سماحة و هاجر السراج           | مصر · سوريا         | ممثلين                 |
| 23         | مصطفى شوبير و محمد أبو جبل        | مصر                 | لاعبين كرة قدم         |
| 24         | حمدي الميرغني و إسراء عبد الفتاح  | مصر                 | ممثلين                 |
| 25         | هبة الحسين و لبنى عبد العزيز      | السعودية            | مذيعيين                |
| 26         | محمد عبدالمنعم و محمود الونش      | مصر                 | لاعبين كرة قدم         |
| 27         | حسن شاكوش و ريم طارق              | مصر                 | مؤدي مهرجانات و طليقته |
| 28 29 30   | عَرُض كواليس البرنامج               | عَرُض كواليس البرنامج | عَرُض كواليس البرنامج    |